# مخلفات كيميائية

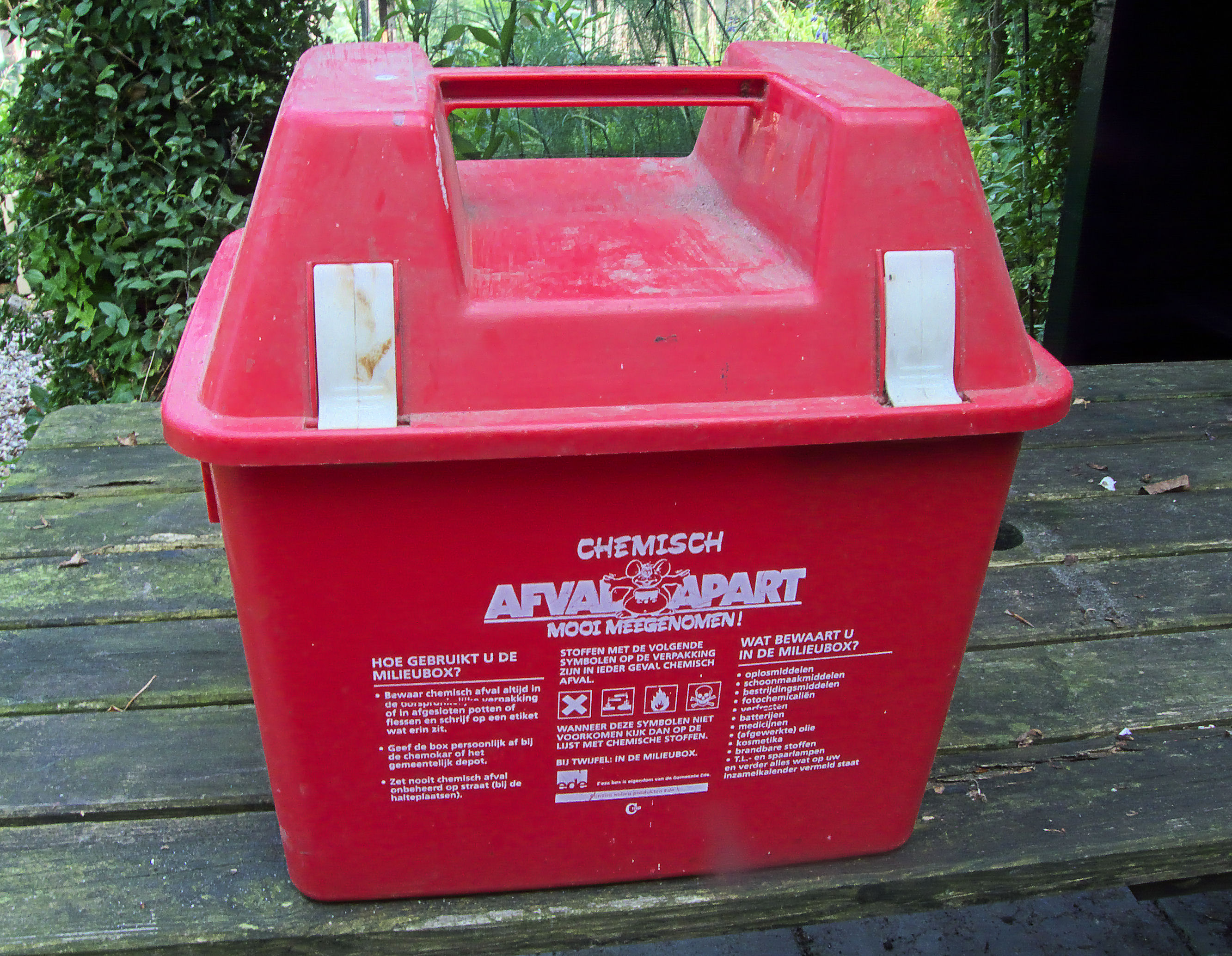

المخلفات الكيميائية هي النفايات المتكونة من المواد الكيميائية الضارة في المستشفيات والمرافق الصحية، مؤذية للإنسان والحيوانات والكائنات في البيئة المحيطة وهي تشمل كل المواد الكيميائية المستغنى عنها أو النواتج التي تم استخدامها من الكيماويات الصلبة، السائلة والغازية في التشخيص أو المعالجة أو التجارب والابحاث، أو التي استخدمت في أعمال النظافة العامة للأقسام والعيادات أو أعمال تطهير أو تعقيم الجروح وغيره.
تصنف المخلفات الكيميائية من إحدى النفايات الخطرة، فهي تمتاز بأربع خصائص تأكد ذلك: قابلية الاشتعال أو الانفجار، قابلية التآكل، التفاعل مع مواد أخرى، جالبة للتسمم.
من الصعب التخلص من المخلفات الكيميائية المتكونة من تلك المواد وذلك لأنه لا يمكن فصل مكوناتها بواسطة طرق فيزيائية فيتم التخلص من المخلفات الكيميائية بوضعها داخل براميل معدنية مبطنة بمواد غير قابلة للتفاعل معها، أو بوضعها داخل خزانات إسمنتية تحت الأرض مبطنة بالزجاج أو بمادة فايبرجلاس.
لقد وضعت وكالة حماية البيئة الأمريكية EPA قائمة بالمواد الكيميائية من أجل السيطرة عليها عندما يراد التخلص منها مثل:
- الزئبق
- الديوكسينات
- مبيدات الآفات
- مخلفات التعدين

وهذه المواد رغم كونها مواد خطرة الا ان بعضها يعطي علاجات لتجنب هذه المخلفات مثل: اكسيد الكالسيوم والفحم المنشط.